# Volker D. Laturell
Volker Dieter Laturell (* 22. Mai 1939 in Tübingen; † 19. Oktober 2024 in München) war ein deutscher Heimatforscher, Sachbuchautor und Mitarbeiter der Stadtverwaltung der Landeshauptstadt München.

## Beruflicher Werdegang
Nach dem Studium an der Fachhochschule München, das er als Diplom-Verwaltungswirt abschloss, war Laturell ab 1962 Leiter der Verwaltungs- und Personalabteilung der Münchner Kammerspiele gleichzeitig mit Verantwortung für das angeschlossene Theater der Jugend und die ebenfalls angeschlossene Otto-Falckenberg-Schule. Das Archiv für professionelles Kinder- und Jugendtheater, das sich heute im Deutschen Theatermuseum befindet, begründete er 1967. Ab 1969 unterrichtete Laturell zusätzlich an der Otto-Falckenberg-Schule. Im Jahr 1974 übernahm Laturell hauptamtlich stadthistorische Sonderaufgaben im Münchner Referat für Stadtentwicklung. Diese Tätigkeit und seine in der Freizeit verfassten Bücher zur Münchner Theater- und Stadtteilgeschichte qualifizierten ihn für die Arbeit als Volkskulturpfleger, mit der ihn das Kulturreferat 1979 betraute. Seit 1999 war Laturell im Ruhestand.
Ab 1970 war Laturell 24 Jahre lang oberbayerischer Bezirksrat auf der Liste der SPD.

## Heimatforscher
Neben seiner Arbeit an den städtischen Theatern verfasste Laturell ein Buch über die Münchner Theatergeschichte. Es folgten Veröffentlichungen über Münchner Stadtteilgeschichte – mit dem Schwerpunkt auf Moosach und Feldmoching – und über Münchner und bayerische Volkskultur.
Zusammen mit seinem Kollegen und Freund Georg Mooseder legte Laturell umfangreiche Archive zur Stadtteilgeschichte von Moosach und von Feldmoching an.

## Auszeichnungen
- Bundesverdienstkreuz am Bande, 1979
- Verdienstkreuz erster Klasse, 2002
- Medaille „München leuchtet“
- Bezirksmedaille in Gold des Bezirks Oberbayern
- Goldene Ehrennadel der Arbeiterwohlfahrt
- Bayerische Staatsmedaille für „besondere Verdienste um die kommunale Selbstverwaltung“
- Silberne Ehrennadel des Bundes Deutscher Amateurtheater
- Ehrenmedaille der Stadt München „für große Verdienste für die Volksmusik in München“

## Schriften (Auswahl)
- Theater und Jugend in München – eine Zusammenstellung aus 500 Jahren Münchner Theatergeschichte. Tins, München 1970.
- Feldmoching. Die Entstehungs- und Entwicklungsgeschichte eines Münchner Stadtteils mit den Ortsteilen Ludwigsfeld, Hasenbergl, Eggarten, Fasanerie-Nord, Harthof und Lerchenau. Verlag Dr. Benno Tins, München 1970
- Moosach. Band 1: Von den Anfängen bis 1800. Tins, München 1980.
- Moosach. Band 2: Von 1800 bis zur Gegenwart. Tins, München 1985.
- Münchner Marienlieder aus vier Jahrhunderten. Kulturreferat der Landeshauptstadt München 1992
- Volkskultur in München. Aufsätze zu Brauchtum, musikalische Volkskultur, Volkstanz, Trachten und Volkstheater in einer Millionenstadt. Buchendorfer, München 1997, ISBN 3-927984-63-9.
- Feldmoching-Hasenbergl – das Stadtteilbuch für den 24. Stadtbezirk mit den Ortsteilen Eggarten, Fasanerie, Feldmoching, Harthof, Hasenbergl, Lerchenau, Siedlung am Lerchenauer See und Ludwigsfeld. (mit Beiträgen von Reinhard Bauer). Bavarica-Verlag Bauer, München 2000, ISBN 3-935440-01-4.
- Moosach – das Stadtteilbuch für den 10. Stadtbezirk mit den Ortsteilen Borstei, Hartmannshofen, Moosach, Nederling und Olympia-Pressestadt. Bavarica-Verlag Bauer, München 2001, ISBN 3-935440-02-2.
- Moosach: Die Eingemeindung 1913 nach München. Geschichtsverein Moosach e. V., 2014
- Moosach 1913–2013: Ein Bauerndorf wird Münchner Stadtteil. Geschichtsverein Moosach e. V., 2015
- Geschichte der Pfarrei Feldmoching und ihrer Kirchen, Kapellen und Klausen in Feldmoching, Moosach, Milbertshofen, Schleißheim, Karlsfeld und Ludwigsfeld.; Volk Verlag, München 2018

Außerdem verfasste Laturell zahlreiche Aufsätze für heimatkundliche Fachzeitschriften.